# Hermitage (Pensilvânia)
Hermitage é uma cidade localizada no estado norte-americano de Pensilvânia, no Condado de Mercer.

## Demografia
Segundo o censo norte-americano de 2000, a sua população era de 16.157 habitantes.
Em 2006, foi estimada uma população de 16.530, um aumento de 373 (2.3%).

## Geografia
De acordo com o United States Census Bureau tem uma área de
76,6 km², dos quais 76,3 km² cobertos por terra e 0,3 km² cobertos por água.

## Localidades na vizinhança
O diagrama seguinte representa as localidades num raio de 8 km ao redor de Hermitage.